# 長崎港駅
長崎港駅（ながさきみなとえき）は、長崎県長崎市出島町にあった日本国有鉄道（国鉄）長崎本線の駅（廃駅）である。長崎本線の終着駅であった。

## 概要
日華連絡船（上海航路）との客貨接続を目的として1930年（昭和5年）3月19日に開業した 。連絡船入港時に門司駅（現・門司港駅）からの航路連絡のための列車（ボート・トレイン）が当駅まで乗り入れた。
長崎駅からの路線は長崎港の海岸沿いを走り、出島岸壁（現在の長崎出島ワーフ付近）にあった当駅に到着。隣接する埠頭で上海航路の船に接続していた。
1942年（昭和17年）11月に関門トンネルが開通したことに伴うダイヤ改正で特別急行列車「富士」が航路運航日に限り上りは当駅始発とされた（その他の日は長崎駅発）が、戦況の悪化に伴い翌1943年（昭和18年）10月には「富士」が博多駅までに短縮され、上海航路も1943年（昭和18年）10月に最後まで残った「上海丸」が揚子江口で沈没し、事実上の終焉を迎えた。
戦後も当駅は旅客・貨物とも扱う一般駅として残され、旅客については「上海航路連絡列車によるものに限る」とされたが、1946年（昭和21年）を最後に時刻表への掲載がなくなり、以後実質は貨物駅として運用された（ただし、一時期工場勤務者のための通勤列車が運行されていたという記録もある）。
1949年（昭和24年）に当駅から南側の大浦川河口まで引き込み線が延長されたが、将来的には小ヶ倉、深堀方面まで延長する計画も存在した。
貨物取扱量の減少に伴い、1982年（昭和57年）に当駅に発着する貨物列車が全廃され、国鉄分割民営化前日の1987年（昭和62年）3月31日には駅自体が廃止となった。廃止時まで長崎 - 当駅間は電化されなかった。
駅跡地および廃線跡は歩道や公園として整備されている。

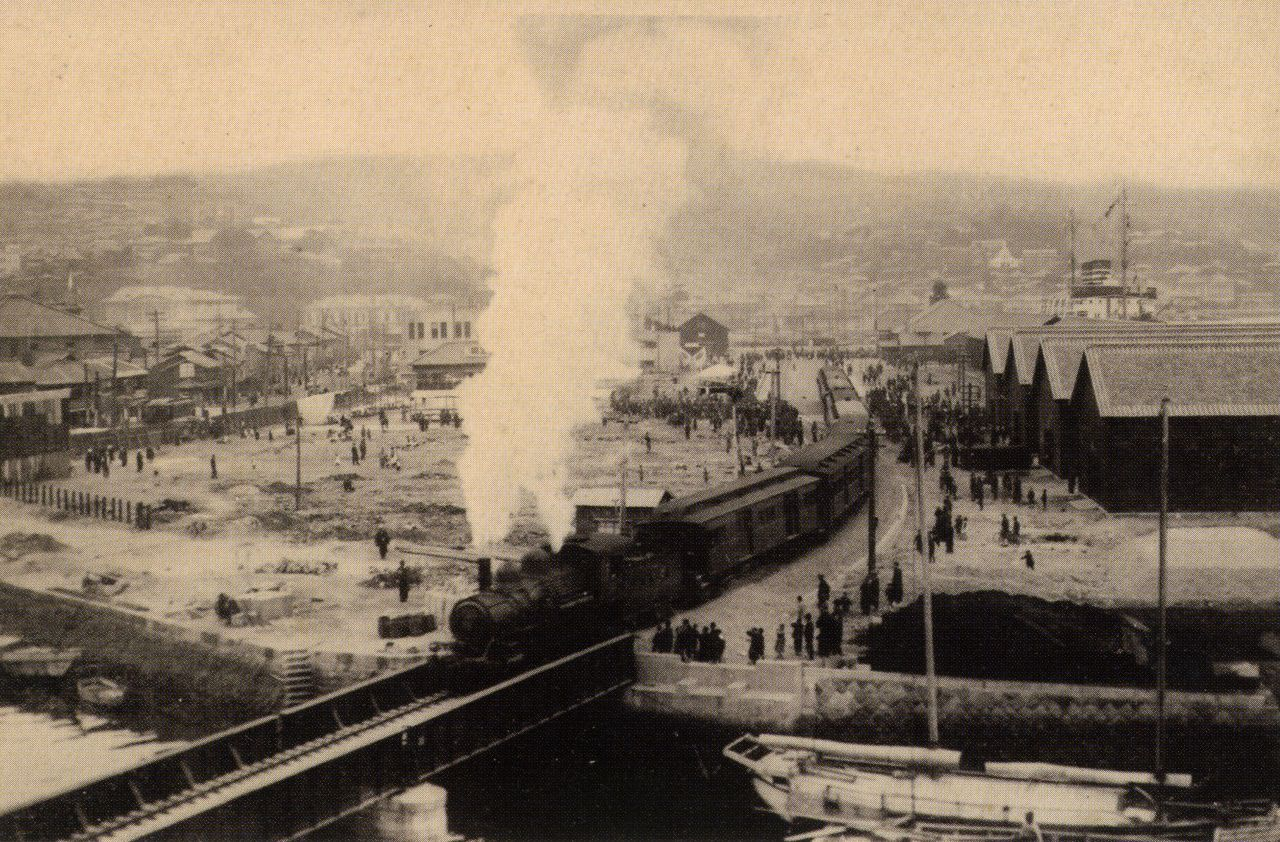
当駅より長崎駅方面に向けて走行する旅客列車（1930年頃） (岡林隆敏『上海航路の時代』より)
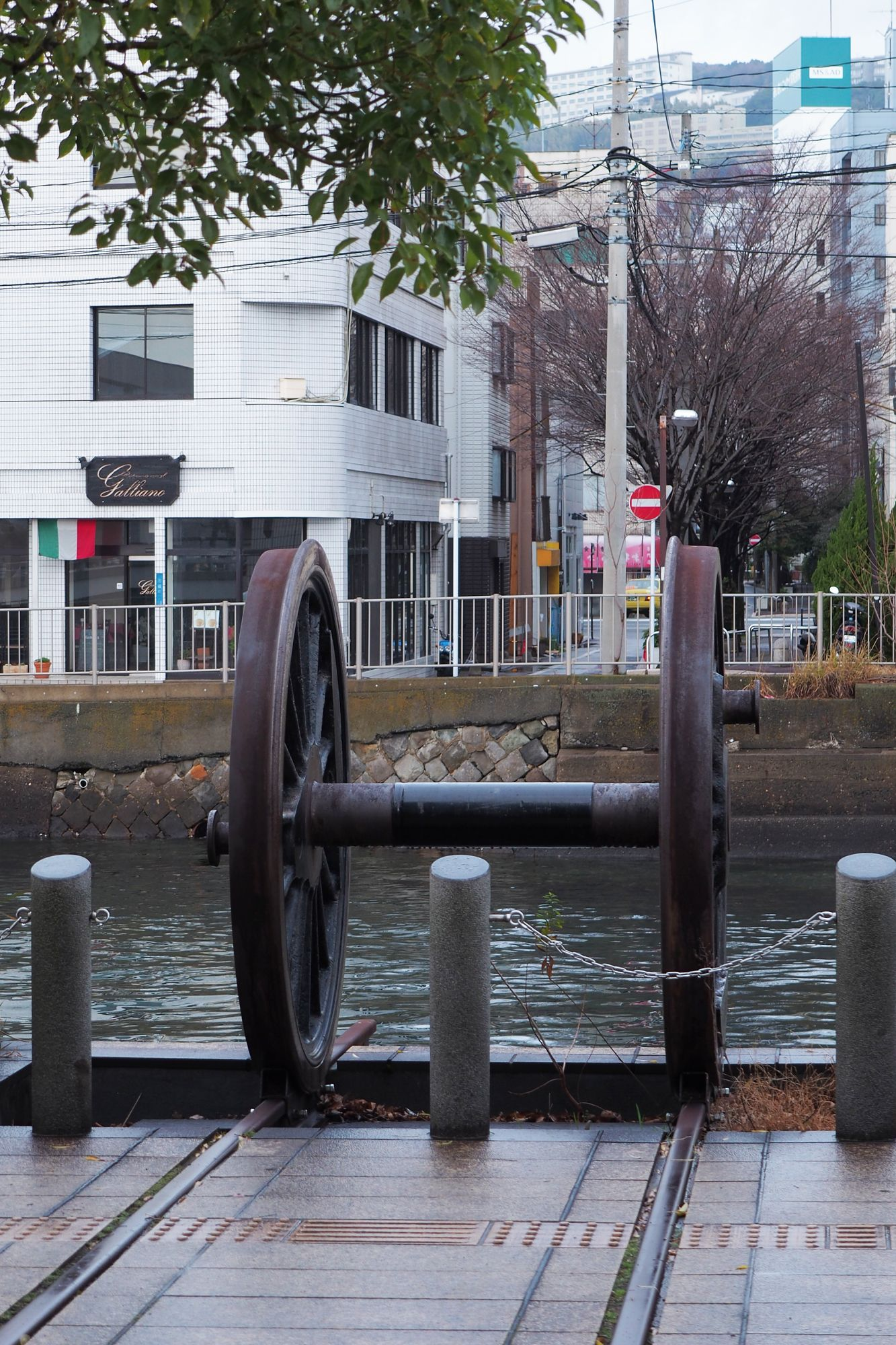
廃線跡にある動輪のモニュメント（2014年1月）

## 歴史
- 1930年（昭和05年）3月19日：開業[1]。
- 1949年（昭和24年）11月25日：当駅より南側の大浦川河口まで引込線が延長。
- 1982年（昭和57年）11月14日：休止[1]。
- 1987年（昭和62年）3月31日：廃止[1]。

## 利用状況

### 旅客
- 1930年（昭和5年）：乗車2,846人　降車1,274人[6]

### 貨物
- 1948年（昭和23年）：発送57,068トン 到着5,213トン
- 1949年（昭和24年）：発送70,654トン 到着70,704トン[6]

## 駅周辺
- 長崎税関
- 出島
- 長崎電気軌道本線出島停留所

## 隣の駅
日本国有鉄道
長崎本線
長崎駅 - 長崎港駅